# ديفيد جونز (لاعب كرة قدم بريطاني)
ديفيد جونز (بالإنجليزية: David Jones)‏ (3 يوليو 1964 بحي هرو لندن في المملكة المتحدة - ) هو لاعب كرة قدم بريطاني في مركز الهجوم. لعب مع تشيلسي ونادي بوري ونادي بيرنلي ونادي دونكاستر روفرز ونادي ليتون أورينت وهال سيتي.